# Flipkart
Flipkart ist ein indischer Onlineversandhändler mit Sitz in Bengaluru. Das Unternehmen wurde 2007 gegründet und hatte 2017 einen Marktanteil von 39,5 % an dem gesamten indischen Onlineversandhandel und liegt damit vor Mitbewerbern wie Amazon und Snapdeal. Auf Flipkarts Website werden vorwiegend Unterhaltungselektronik, Mode und Lifestyle-Produkte gehandelt. Die Plattform hielt im Jahr 2017 einen Anteil von 51 % an allen indischen Smartphone-Verkäufen. Flipkart besitzt auch PhonePe, einen Dienst, über den elektronische Bezahlungen per Smartphone abgewickelt werden können.
Im August 2018 erwarb die in den Vereinigten Staaten ansässige Einzelhandelskette Walmart eine 77-prozentige Mehrheitsbeteiligung an Flipkart für 16 Mrd. US-Dollar. Dies war die bisher teuerste Übernahme eines indischen Unternehmens durch einen ausländischen Konzern.

## Geschichte
Flipkart wurde im Oktober 2007 von Sachin Bansal und Binny Bansal gegründet, die beide Absolventen des Indian Institute of Technology Delhi waren und zuvor für Amazon gearbeitet hatten. Das Unternehmen konzentrierte sich zunächst auf den Verkauf von Büchern, bevor es in andere Produktkategorien expandierte. Flipkart gewann langsam an Bedeutung; 2008 gingen 100 Bestellungen pro Tag ein. Im Laufe seiner Expansion übernahm das Unternehmen mehrere kleinere Mitbewerber, darunter einen Buchhandel, einen Online-Musikdienst und einen Modevertrieb.
Im April 2017 übernahm Flipkart die Indien-Geschäfte von eBay. Im Gegenzug erhielt eBay Anteile an Flipkart. Im Laufe seiner Expansion erhielt das Unternehmen von verschiedenen in- und ausländischen Kapitalgebern Geld. Im April 2017 erhielt Flipkart eine weitere Finanzierungsrunde in Höhe von 1,4 Mrd. US-Dollar. Investoren waren eBay, Microsoft und Tencent.  Am 10. August 2017 investierte Softbanks Fonds 2,5 Mrd. US-Dollar in Flipkart.
Im Juli 2017 unterbreitete Flipkart ein Angebot zur Übernahme seines Hauptkonkurrenten Snapdeal für rund 700 bis 800 Millionen US-Dollar. Dies wurde von der Firma abgelehnt, die einen Preis von mindestens 1 Milliarde US-Dollar anstrebte.
Am 21. September 2017 verkaufte Flipkart in 20 Stunden 1,3 Millionen Mobiltelefone.
Am 4. Mai 2018 wurde berichtet, dass die US-Einzelhandelskette Walmart einen Bieterkrieg mit Amazon gewonnen hatte, um eine Mehrheitsbeteiligung an Flipkart für 16 Milliarden US-Dollar zu erwerben. Walmart-CEO Doug McMillon begründete die Übernahme mit dem hohen Wachstumspotenzial und der Größe des indischen Marktes.
Die Akquisition wurde am 18. August 2018 abgeschlossen. Walmart stellte dem Unternehmen außerdem Eigenkapital in Höhe von 2 Mrd. US-Dollar zur Verfügung.
Am 13. November 2018 trat Binny Bansal, CEO und Gründer von Flipkart, zurück, nachdem ihm „schwerwiegendes persönliches Fehlverhalten“ vorgeworfen worden war.